# Юдина (Пышминский муниципальный округ)
Юдина — деревня в Пышминском городском округе Свердловской области России.

## Географическое положение
Деревня Юдина расположена в 14 километрах (по дорогам в 16 километрах) к северо-западу от посёлка Пышма, на левом берегу реки Юрмач — левого притока реки Пышмы. В деревне расположено озеро-старица. На противоположном берегу Юрмача находится деревня Фролы, а выше по течению — село Печёркино.

## Население
| 2002 | 2010 | 2021 |
| ---- | ---- | ---- |
| 206  | ↘205 | ↘193 |